# Suraż
Suraż è un comune urbano-rurale polacco del distretto di Białystok, nel voivodato della Podlachia.
Ricopre una superficie di 76,6 km² e nel 2004 contava 2 059 abitanti.